# Сидляров, Дмитрий Андреевич
Дмитрий Андреевич Сидляров (род. 14 декабря 1994, Электросталь, Московская область) — российский хоккеист, нападающий.

## Биография
Сын хоккеиста Андрея Сидлярова. Как и отец, воспитанник «Кристалла» Электросталь, в сезонах 2010/11 — 2011/12 играл за команду в РХЛ (Д3). На ярмарке юниоров КХЛ 2011 года был выбран под № 73 «Атлантом». В мае 2012 подписал двусторонний двухлетний контракт ВХЛ/МХЛ с московским «Динамо», стал выступать за команду МХЛ ХК МВД Балашиха. 6 мая 2014 года продлил контракт на два года. В сезонах 2015/16 — 2016/17 играл в ВХЛ за «Динамо» Балашиха. 3 июля 2016 года подписал двустороннее двухлетнее соглашение КХЛ/ВХЛ. В июле 2017 года после получения статуса неограниченно свободного агента вновь подписал двусторонний контракт КХЛ/ВХЛ. В сезонах 2017/18 — 2018/19 провёл в КХЛ за «Динамо» 33 матча, сыграл 39 матчей за воронежский «Буран» в ВХЛ. 30 апреля покинул «Динамо».
6 июля 2019 года подписал двухлетний контракт с «Адмиралом». Провёл три матча и 8 октября покинул клуб. Провёл в ВХЛ в октябре три матча за «Буран», два матча в ноябре за «Хумо» и перешёл в «Динамо» Санкт-Петербург. Перед сезоном 2022/23 перешёл в фарм-клуб московского «Спартака» «Химик» Воскресенск. 13 ноября 2022 в статусе лучшего бомбардира и снайпера сезона ВХЛ подписал двусторонний контракт до конца сезона со «Спартаком», за который провёл три матча в КХЛ. 23 ноября был обменян в «Адмирал». 19 апреля 2023 года продлил соглашение на год, но 8 сентября расторг контракт.
Сезон 2023/24 начал в ВХЛ, играя за «Югру». 1 ноября был обменян в «Металлург» Новокузнецк. Провёл четыре матча и 2 декабря перешёл в «Дизель». 14 мая 2024 года вернулся в петербургское «Динамо», подписав однолетний контракт.
Чемпион ВХЛ, обладатель Кубка Братины (2017). Серебряный призёр ВХЛ (2020).